# Carl Wilhelm Linder
Carl Wilhelm Linder, född 10 mars 1825 i Vists socken, Östergötland, död 20 oktober 1882 i Linköping, var en svensk klassisk filolog och präst.

## Biografi
Linder blev vid Uppsala universitet filosofie magister 1851, docent i latinska språket 1852 och adjunkt i grekiska 1854 samt vid Lunds universitet professor i sistnämnda ämne 1859. Åren 1864–1865 var han inspektor för Kalmar nation. Tillsammans med professor Albert Lysander upprättade han i Lund 1866 ett filologiskt seminarium. Han prästvigdes samma år och utnämndes 1868 till domprost i Västerås.
Linders rika begåvning och stora arbetsförmåga togs här i anspråk för en mångfald rätt olikartade uppdrag. Han var 1871 preses vid prästmötet i Västerås, 1873 och 1878 representant för stiftet vid allmänna kyrkomötet, 1875–1878 landstingsman för Västerås stad och ordförande för stadsfullmäktige samt 1876–1881 riksdagsman i andra kammaren (för Västerås, Köpings och Enköpings valkrets 1876–1878 och Västerås och Köpings valkrets 1879–1881). Han var även verksam för skolväsendet som censor vid mogenhetsprövningarna 1864–1869 och 1875–1877, som ledamot av språkundervisningskommissionen 1865 och av kommittén för granskning av läroverksstadgan 1870–1871 samt som ordförande eller vice ordförande vid fyra allmänna lärarmöten. År 1877 blev Linder domprost i Linköping och teologie doktor. 
Linder författade åtskilliga latinska poem och svenska tillfällighetsverser, akademiska avhandlingar och festtal på latin, tidskriftsuppsatser (i synnerhet i Pedagogisk tidskrift), Om grekernas theater och skådespel (1865), Bidrag till grekiska språkets synonymik (1867), Om liturgiens betydelse i och för kulten inom den evangelisk-lutherska kyrkan (1871) med mera. Tillsammans med Carl August Walberg utarbetade Linder ett Svenskt-grekiskt lexikon (1862).
Han var gift med Anna Ulrika "Ulla" Maria Wallenberg (1829–1908) samt var far till bland andra Wilhelm Linder (1855–1924), C.A.M. Linder (1858–1911), gift med Anna Linder, och Ulla Linder (1873–1954).
Carl Wilhelm Linder är begravd på Norra griftegården i Linköping.